# Lengyelország az 1952. évi téli olimpiai játékokon
Lengyelország a norvégiai Oslóban megrendezett 1952. évi téli olimpiai játékok egyik részt vevő nemzete volt. Az országot az olimpián 4 sportágban 30 sportoló képviselte, akik érmet nem szereztek.

## Alpesisí
Férfi
| Versenyző             | Versenyszám      | 1. futam | 1. futam | 2. futam | 2. futam | Összesítés | Összesítés |
| Versenyző             | Versenyszám      | Idő      | Hely.    | Idő      | Hely.    | Idő        | Helyezés   |
| --------------------- | ---------------- | -------- | -------- | -------- | -------- | ---------- | ---------- |
| Andrzej Czarniak      | Lesiklás         |          |          |          |          | 2:56,4     | 42.        |
| Stefan Dziedzic       | Lesiklás         |          |          |          |          | 2:49,4     | 29.        |
| Stefan Dziedzic       | Műlesiklás       | 1:25,1   | 71.      | kiesett  | kiesett  | kiesett    | kiesett    |
| Stefan Dziedzic       | Óriás-műlesiklás |          |          |          |          | 2:50,3     | 38.        |
| Jan Gąsienica Ciaptak | Műlesiklás       | 1:05,2   | 26.      | kizárták | kizárták | kiesett    | kiesett    |
| Andrzej Gąsienica Roj | Lesiklás         |          |          |          |          | 2:44,3     | 22.        |
| Andrzej Gąsienica Roj | Műlesiklás       | 1:06,1   | 28.*     | 1:23,5   | 28.      | 2:29,6     | 28.        |
| Andrzej Gąsienica Roj | Óriás-műlesiklás |          |          |          |          | 2:52,2     | 41.        |
| Józef Marusarz        | Lesiklás         |          |          |          |          | 2:58,7     | 43.        |
| Józef Marusarz        | Óriás-műlesiklás |          |          |          |          | 2:55,5     | 48.        |
| Jan Płonka            | Műlesiklás       | 1:16,6   | 57.*     | kiesett  | kiesett  | kiesett    | kiesett    |
| Jan Płonka            | Óriás-műlesiklás |          |          |          |          | 2:51,5     | 39.        |

Női
| Versenyző          | Versenyszám      | 1. futam | 1. futam | 2. futam | 2. futam | Összesítés | Összesítés |
| Versenyző          | Versenyszám      | Idő      | Hely.    | Idő      | Hely.    | Idő        | Helyezés   |
| ------------------ | ---------------- | -------- | -------- | -------- | -------- | ---------- | ---------- |
| Barbara Grocholska | Lesiklás         |          |          |          |          | 1:54,1     | 13.        |
| Barbara Grocholska | Műlesiklás       | 1:10,2   | 16.      | 1:10,1   | 18.*     | 2:20,3     | 14.        |
| Barbara Grocholska | Óriás-műlesiklás |          |          |          |          | kizárták   | kizárták   |
| Teresa Kodelska    | Lesiklás         |          |          |          |          | kizárták   | kizárták   |
| Teresa Kodelska    | Műlesiklás       | 1:14,7   | 25.*     | 1:19,0   | 35.      | 2:33,7     | 32.        |
| Teresa Kodelska    | Óriás-műlesiklás |          |          |          |          | 2:32,6     | 34.        |
| Maria Kowalska     | Lesiklás         |          |          |          |          | 2:27,4     | 34.        |
| Maria Kowalska     | Műlesiklás       | 1:30,1   | 36.      | 1:25,5   | 36.      | 2:55,6     | 34.        |
| Maria Kowalska     | Óriás-műlesiklás |          |          |          |          | kizárták   | kizárták   |

* - egy másik versenyzővel azonos eredményt ért el

## Jégkorong
| Lengyel férfi jégkorongcsapat-játékoskeret                                                                         | Lengyel férfi jégkorongcsapat-játékoskeret                                                            | Lengyel férfi jégkorongcsapat-játékoskeret                                  |
| --- | --- | --------------------------------------------------------------------------- |
| - Michał Antuszewicz - Henryk Bromowicz - Kazimierz Chodakowski - Stefan Csorich - Rudolf Czech - Alfred Gansiniec | - Jan Hampel - Marian Jeżak - Eugeniusz Lewacki - Roman Penczek - Hilary Skarżyński - Tadeusz Świcarz | - Stanisław Szlendak - Zdzisław Trojanowski - Antoni Wróbel - Alfred Wróbel |

### Eredmények
| 1952. február 15. | Csehszlovákia (TCH) | 8 – 2 (3–1, 2–1, 3–0) | Lengyelország | Drammen |

|  |  |  |  |  |
|  |  |  |  |  |
|  |  |  |  |  |
|  |  |  |  |  |

| 1952. február 16. | Svédország (SWE) | 17 – 1 (1–0, 9–1, 7–0) | Lengyelország | Oslo |

|  |  |  |  |  |
|  |  |  |  |  |
|  |  |  |  |  |
|  |  |  |  |  |

| 1952. február 17. | Svájc (SUI) | 6 – 3 (4–1, 2–2, 0–0) | Lengyelország | Oslo |

|  |  |  |  |  |
|  |  |  |  |  |
|  |  |  |  |  |
|  |  |  |  |  |

| 1952. február 18. | Kanada (CAN) | 11 – 0 (6–0, 3–0, 2–0) | Lengyelország | Oslo |

|  |  |  |  |  |
|  |  |  |  |  |
|  |  |  |  |  |
|  |  |  |  |  |

| 1952. február 20. | Lengyelország (POL) | 4 – 4 (1–1, 1–0, 2–0) | Németország | Oslo |

|  |  |  |  |  |
|  |  |  |  |  |
|  |  |  |  |  |
|  |  |  |  |  |

| 1952. február 22. | Egyesült Államok (USA) | 5 – 3 (1–0, 2–0, 2–3) | Lengyelország | Oslo |

|  |  |  |  |  |
|  |  |  |  |  |
|  |  |  |  |  |
|  |  |  |  |  |

| 1952. február 23. | Lengyelország (POL) | 4 – 2 (2–2, 0–0, 2–0) | Finnország | Lilleström |

|  |  |  |  |  |
|  |  |  |  |  |
|  |  |  |  |  |
|  |  |  |  |  |

| 1952. február 24. | Norvégia (NOR) | 3 – 4 (2–1, 1–1, 0–2) | Lengyelország | Oslo |

|  |  |  |  |  |
|  |  |  |  |  |
|  |  |  |  |  |
|  |  |  |  |  |

Végeredmény
| Csapat                 | M | Gy | D | V | G+ | G– | Gk  | P   |
| ---------------------- | - | -- | - | - | -- | -- | --- | --- |
| Kanada (CAN)           | 8 | 7  | 1 | 0 | 71 | 14 | +57 | 15  |
| Egyesült Államok (USA) | 8 | 6  | 1 | 1 | 43 | 21 | +22 | 13  |
| Svédország (SWE)       | 8 | 6  | 0 | 2 | 48 | 19 | +29 | 12* |
| Csehszlovákia (TCH)    | 8 | 6  | 0 | 2 | 47 | 18 | +29 | 12* |
| Svájc (SUI)            | 8 | 4  | 0 | 4 | 40 | 40 | 0   | 8   |
| Lengyelország (POL)    | 8 | 2  | 1 | 5 | 21 | 56 | –35 | 5   |
| Finnország (FIN)       | 8 | 2  | 0 | 6 | 21 | 60 | –39 | 4   |
| Németország (GER)      | 8 | 1  | 1 | 6 | 21 | 53 | –32 | 3   |
| Norvégia (NOR)         | 8 | 0  | 0 | 8 | 15 | 46 | –31 | 0   |

* - Svédország és Csehszlovákia nyolc mérkőzés után egyenlő pontszámmal és gólkülönbséggel állt a harmadik helyen, ezért helyosztó mérkőzésre került sor, amelyet Svédország nyert meg 5–3-ra.
| Csapat        | Helyezés |
| ------------- | -------- |
| Lengyelország | 6.       |

## Sífutás
Férfi
| Versenyző       | Versenyszám | Eredmény | Helyezés |
| --------------- | ----------- | -------- | -------- |
| Tadeusz Kwapień | 18 km       | 1:11:40  | 41.      |

## Síugrás
| Versenyző            | 1. ugrás | 1. ugrás | 1. ugrás | 2. ugrás | 2. ugrás | 2. ugrás | Összesítés | Összesítés |
| Versenyző            | Távolság | Pont     | Hely.    | Távolság | Pont     | Hely.    | Pont       | Helyezés   |
| -------------------- | -------- | -------- | -------- | -------- | -------- | -------- | ---------- | ---------- |
| Leopold Tajner       | 57,0     | 88,0     | 39.      | 56,5     | 90,0     | 38.*     | 178,0      | 39.        |
| Stanisław Marusarz   | 59,0     | 93,0     | 35.      | 60,5     | 96,0     | 24.      | 189,0      | 27.*       |
| Jakub Węgrzynkiewicz | 60,5     | 94,0     | 33.      | 58,5     | 91,0     | 35.*     | 185,0      | 33.        |
| Antoni Wieczorek     | 60,5     | 96,5     | 24.*     | 60,5     | 94,5     | 25.*     | 191,0      | 24.        |

* - egy másik versenyzővel azonos eredményt ért el